# Popești, Hunedoara
Popești este un sat în comuna Cârjiți din județul Hunedoara, Transilvania, România.

## Lăcașuri de cult

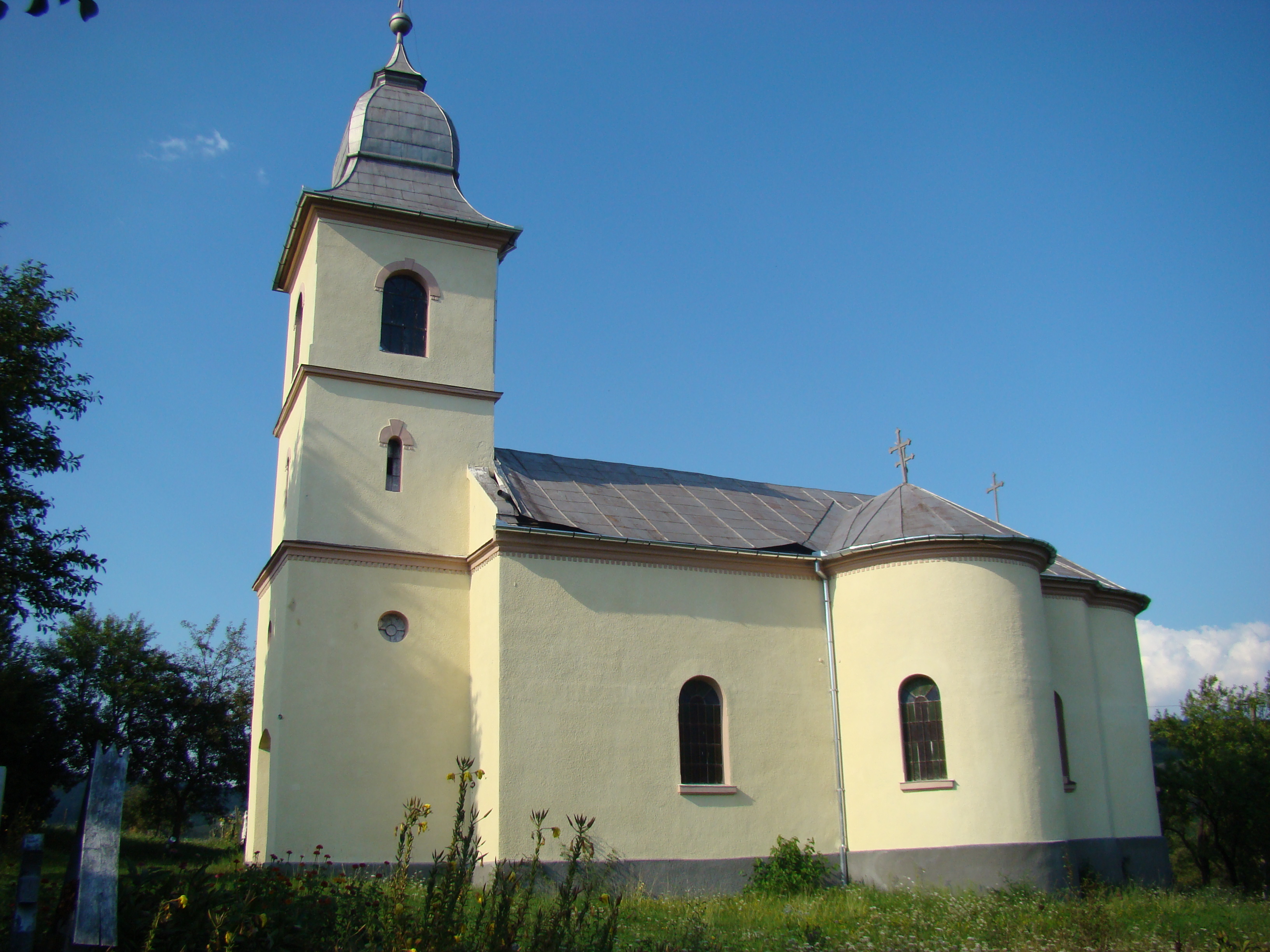
Biserica „Sfinții Arhangheli Mihail și Gavriil” din satul Popești

Satul Popești este deținătorul unei biserici de zid de mari dimensiuni având hramul „Sfinții Arhangheli Mihail și Gavriil”. Este un edificiu de plan triconc, cu absidele semicirculare (turla centrală îndătinată lipsește), ridicat între anii 1903 și 1910, în timpul păstoririi preotului Alexandru Pătrău; sfințirea s-a făcut în 1910. Deasupra unicei intrări apusene se înalță un turn-clopotniță etajat, cu un coif amplu, de factură neobarocă. Lăcașul, acoperit integral cu tablă, a fost împodobit, în 1959, cu câteva medalioane iconografice, realizate însă rudimentar. Ultima renovare s-a desfășurat în anul 2008. Conscripțiile anilor 1733, 1750, 1761-1762,  1805 și 1829-1831, precum și harta iosefină a Transilvaniei (1769-1773) semnalează prezența unei înaintașe a ctitoriei actuale.

## Imagini

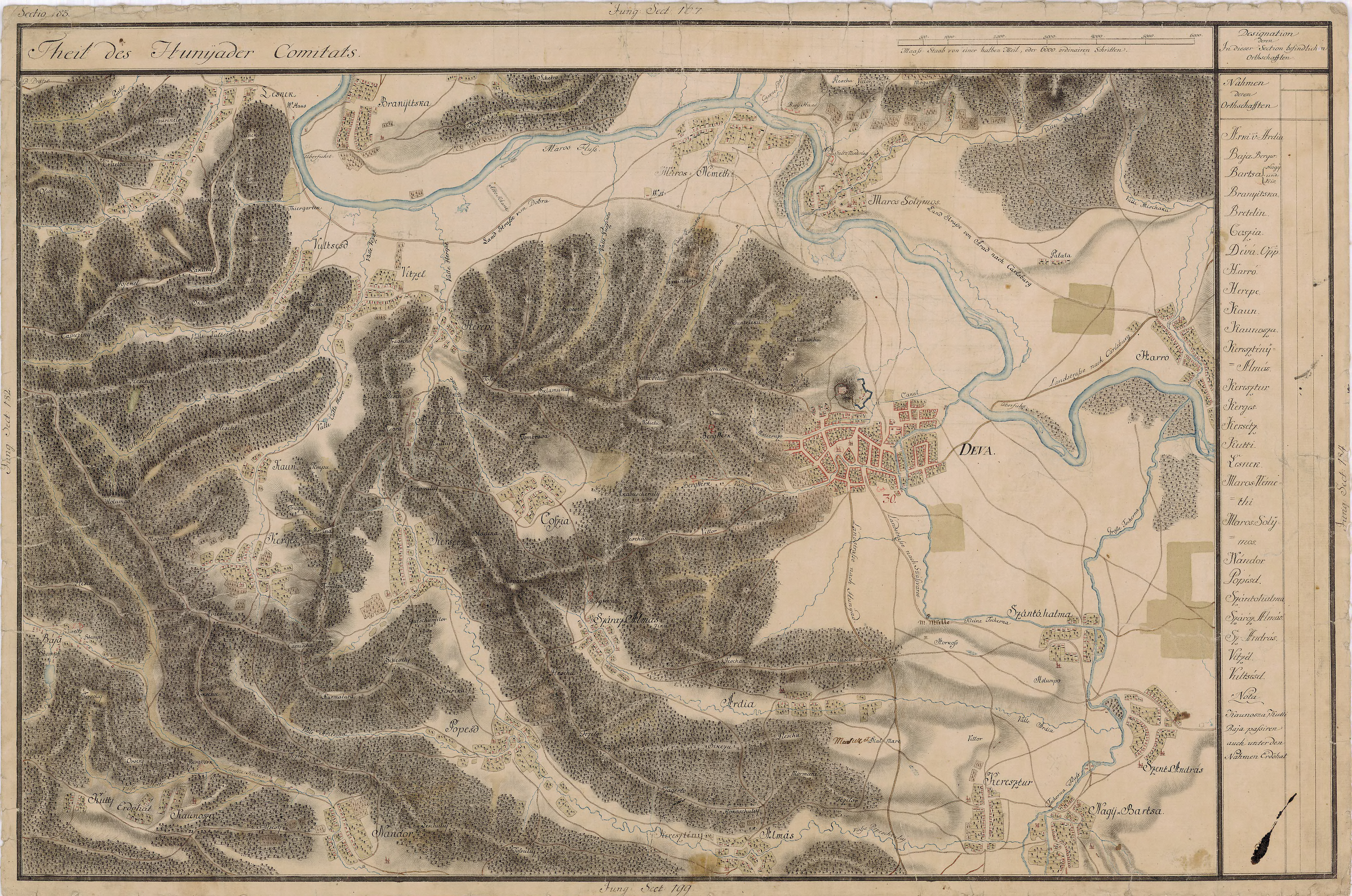
Popești în Harta Iosefină a Transilvaniei, 1769-1773
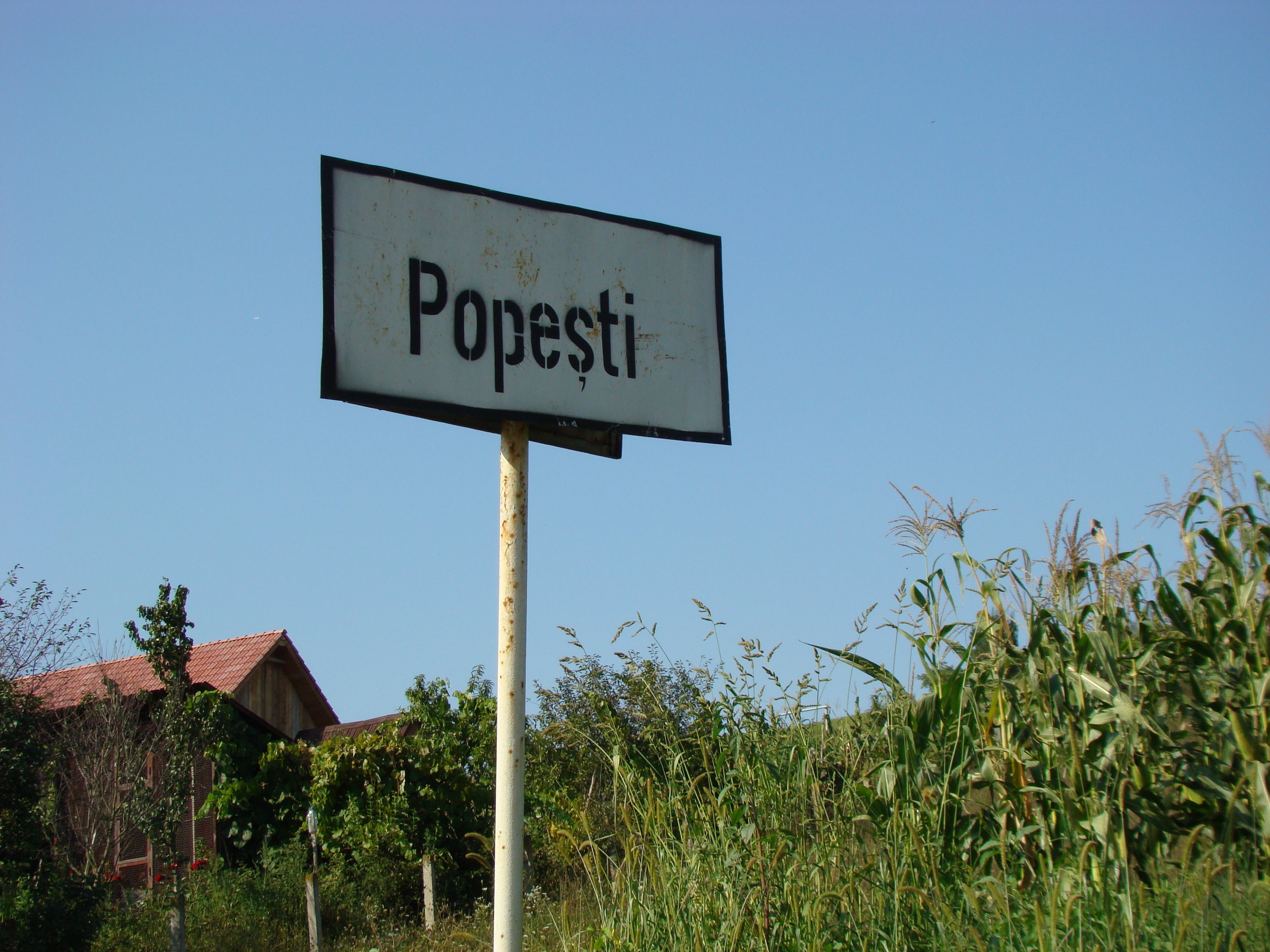
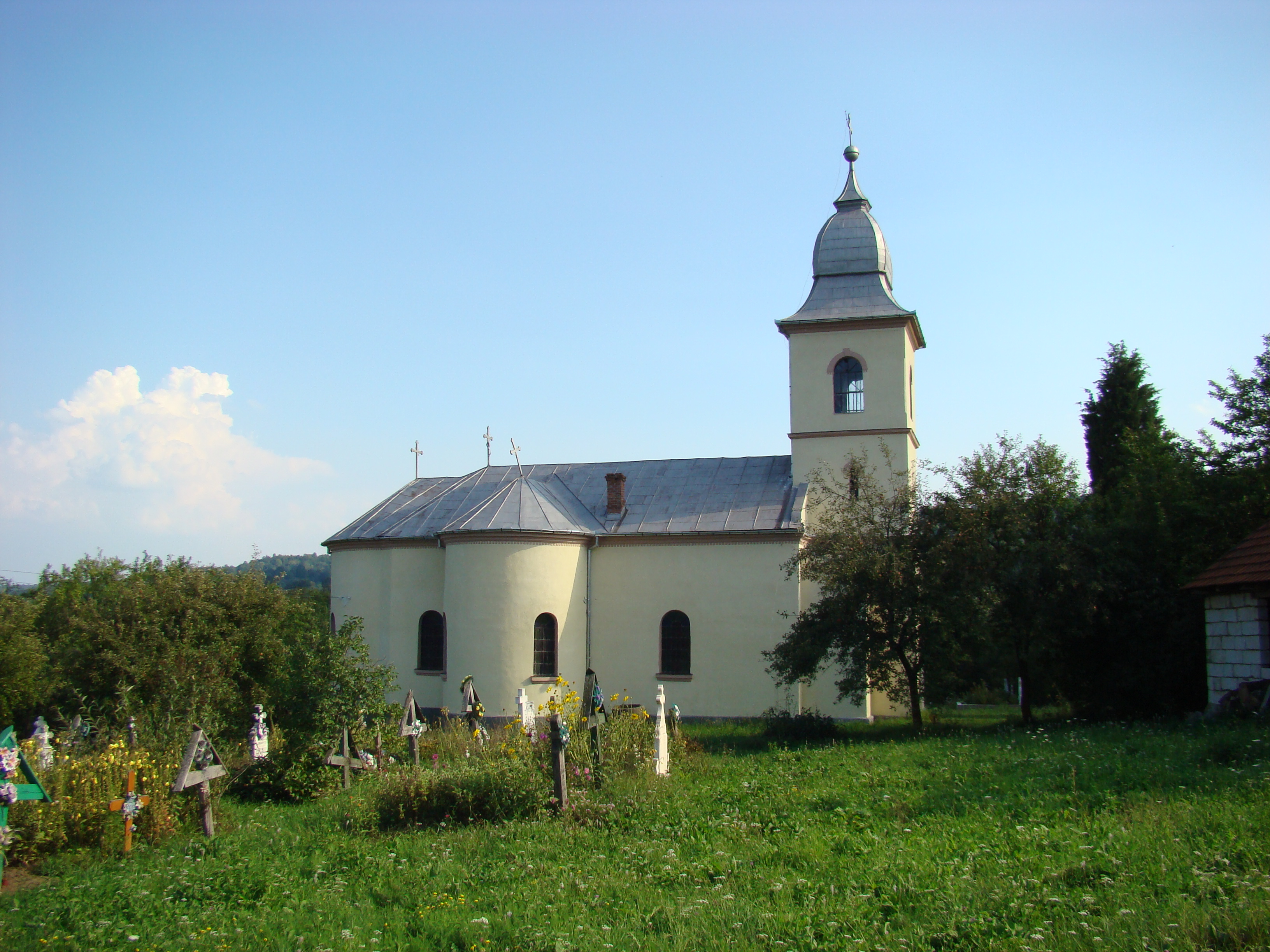
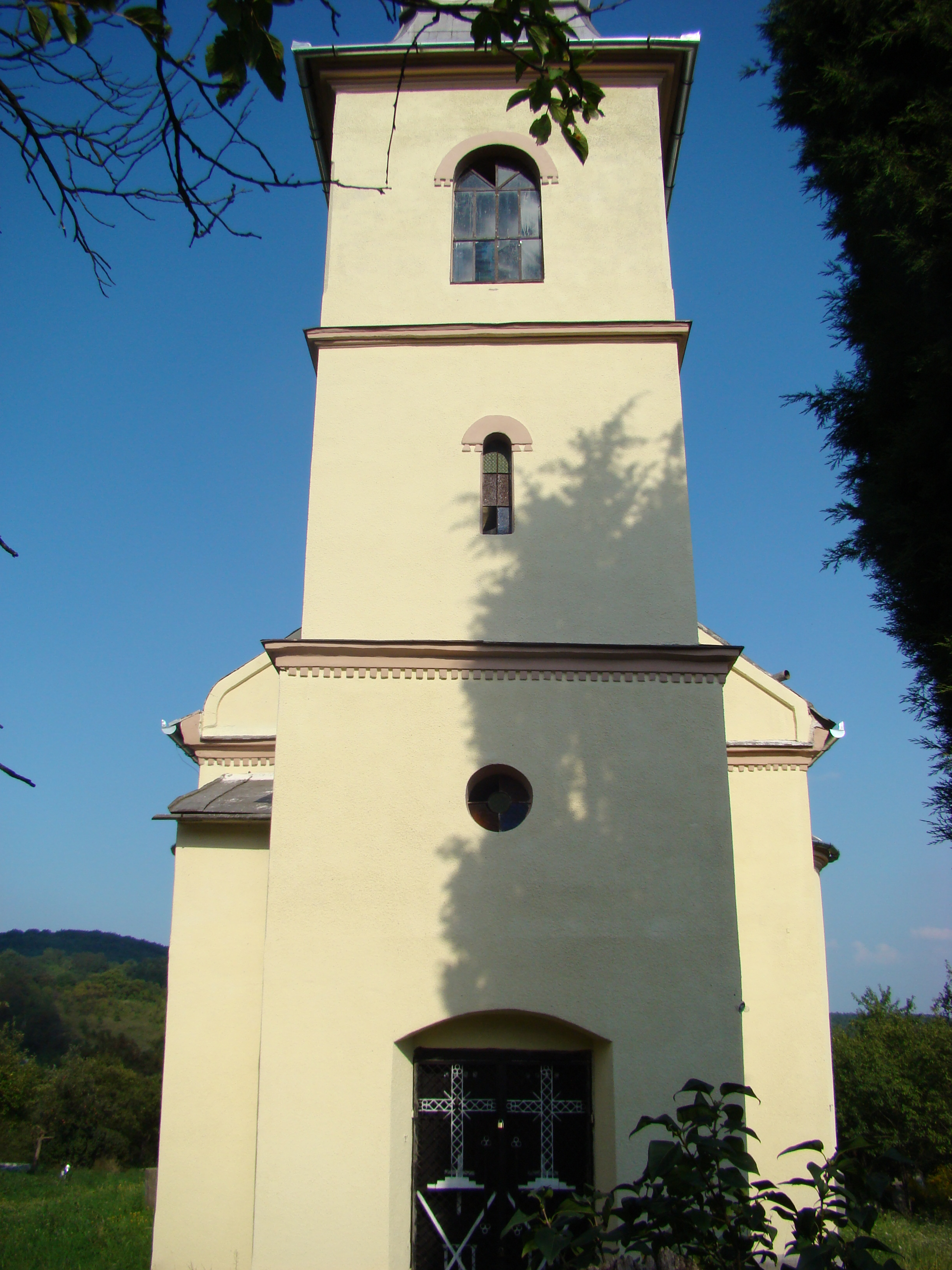